# Endeleben
Endeleben ist eine Wüstung der Gemeinde Haßleben im Landkreis Sömmerda in Thüringen.

## Lage
Die Wüstung Endeleben befindet sich auf halber Strecke auf dem Weg durch das Ried in Richtung Werningshausen.

## Geschichte
1348 verkaufte das Kloster Pforta dem Augustinerkloster in Erfurt zu 56 Mark Silber 4 Hufen Land und 1 Hof.